# Port lotniczy Slavonski Brod
Port lotniczy Slavonski Brod (ICAO: LDOR) – port lotniczy położony w miejscowości Slavonski Brod, w Chorwacji.